# Passiv immunisering
Passiv immunisering sker, når organismen får tilført antistoffer udefra. 
Antistoffer bliver fx overført fra moderen til barnet, mens barnet ligger inde i moderens livmoder. Disse antistoffer bliver overført fra moderens blod gennem moderkagen og ind i fostret. Dette beskytter nyfødte børn mod en del infektioner, når barnet bliver født. Barnet er fx immun over for mæslinger, røde hunde og delvist skoldkopper og fåresyge, hvis moderen har haft disse sygdomme før. Desværre holder disse antistoffer sig kun i nogle måneder i barnets blod.